# Mix Master Mike

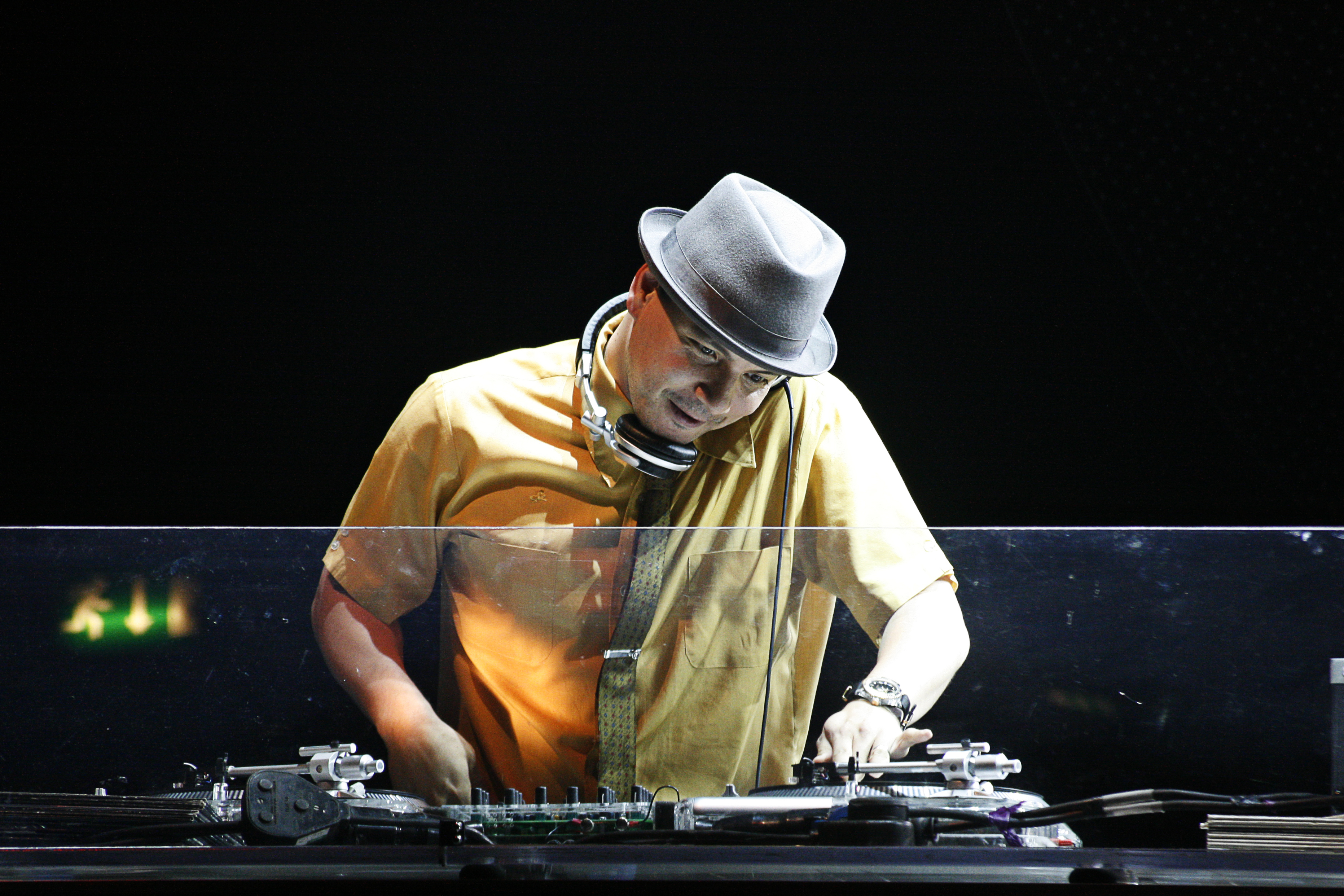

Mix Master Mike (geboortejaar 1970) is de artiestennaam van Michael Schwartz, een in San Francisco geboren en getogen dj uit de turntablism-scene. In 1984 kwam hij voor het eerst in aanraking met hiphop. Met twee oude cassettespelers van een oom probeerde Mike achtereenvolgens twee verschillende muziekstukken vloeiend in elkaar over te laten lopen. Hiervoor gebruikte hij de pauzeknop om het snelste muziekstuk te verlangzamen. Deze werkwijze hield hij aan tot hij op tv een dj zag die hetzelfde effect bereikte met draaitafels. Mike zag voor het eerst iemand scratchen en wist direct dat ook hij een scratch-dj zou worden.
Bekendheid begon Mix Master Mike te krijgen door het meedoen aan verscheidene live-dj-wedstrijden. Hij won onder andere driemaal de internationale DMC turntablism-titel. Op een van de verschillende kleine feestjes waar Mike optrad, leerde hij Richard Quitevis kennen. Deze was zo enthousiast over Mike's vaardigheden, dat hij ook scratch-dj wilde worden. Hij leerde van Mix Master Mike de beginselen van turntablism en werd bekend onder de naam DJ QBert.
In 1998 verbonden Mike en de Beastie Boys zich met elkaar voor het Hello Nasty-album en de daaropvolgende tour. Sindsdien wordt hij gezien als hun vaste dj.
- International Standard Name Identifier: 0000 0000 3606 0225
- Library of Congress Control Number: n2004076919
- MusicBrainz: f874ea71-ab00-478b-a09a-d63a3e6e1677
- Virtual International Authority File: 51081732
- WorldCat: E39PBJrGxpBRQGJgcYPJXJGyh3